# Stoyan Brashovanov
Stoyan Brashovanov (en bulgare : Стоян Брашованов ; Roussé, 14 septembre 1888 – Sofia, 16 octobre 1956) est un musicologue bulgare. Il est l'un des premiers musicologues bulgare à travailler hors du champ de la musique folklorique.

## Biographie

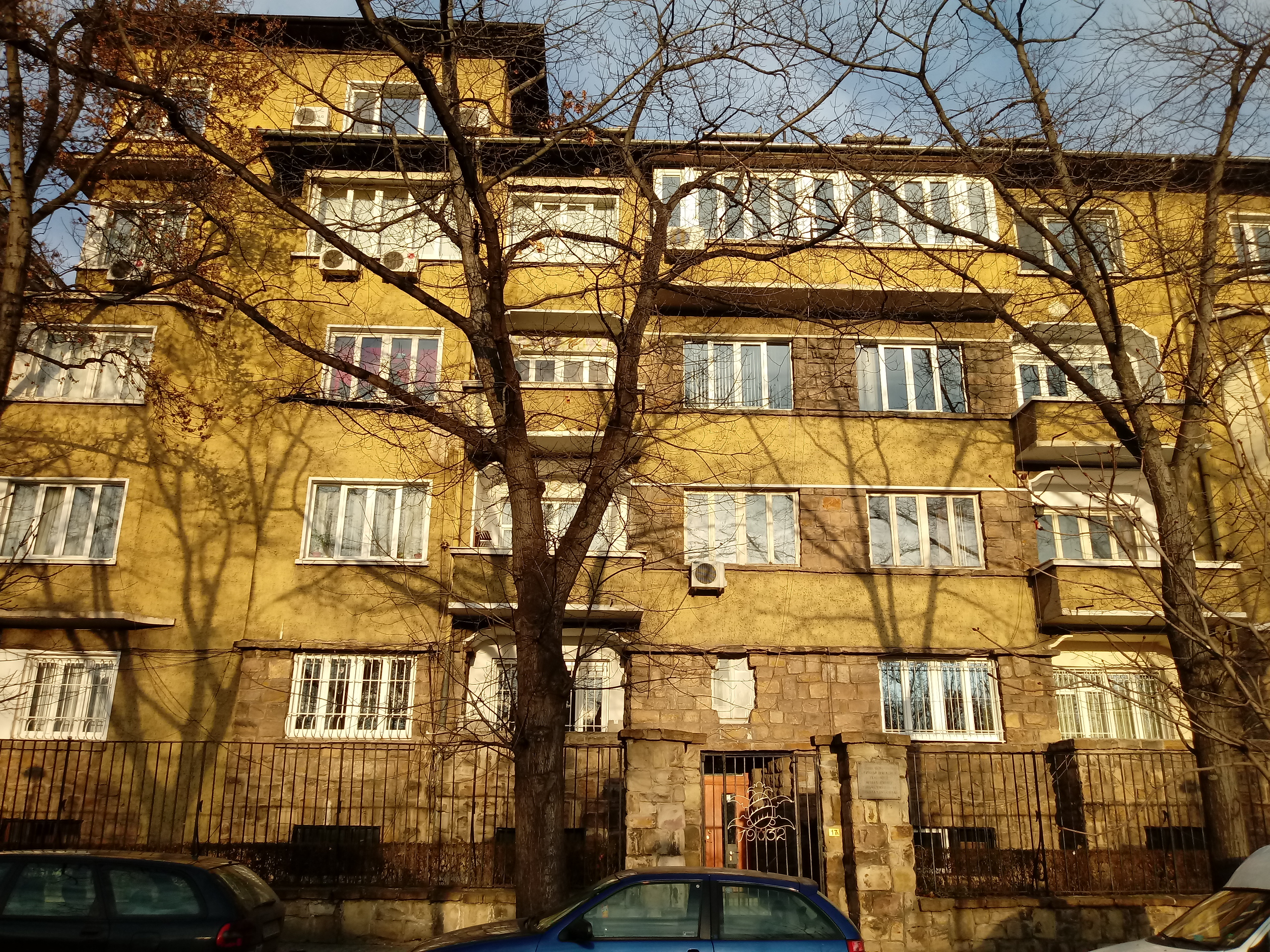
Résidence à Sofia de Stoyan Brashovanov et de Petar Djidrov, comportant des plaques commémoratives.

Stoyan Brashovanov naît le 1er septembre 1888 (13 septembre 1888 dans le calendrier grégorien) à Roussé.
Au cours de sa scolarité à Roussé, il apprend le piano, le violon et l'alto. En 1907, il part pour l'Allemagne, étudiant la philosophie à Iéna et à Berlin avec Stumpf, Friedlaender et Max Dessoir et la musicologie, l'esthétique et les méthodes d'enseignement à Berlin et à Leipzig avec Hugo Riemann et Johannes Volkelt.
Il retourne en Bulgarie en 1912 et ne passe son doctorat qu'en 1922 à Leipzig, le premier diplômé bulgare. Il soutient sa thèse de doctorat sur la chanson folklorique bulgare.
Il retourne l’année suivante à Sofia où il enseigne l'histoire de la musique, l'esthétique et les méthodes d'enseignement à l'Académie musicale d'État de Sofia. En 1927 et 1936, il se perfection en Suisse auprès de Ernst Kurth et Handschin. Il est nommé professeur en 1937 et garde ce poste jusqu'à sa retraite en 1951. Entre 1937 et 1940, il est le directeur de l’Académie musicale.
C'est sur sa proposition, en sa qualité de directeur de l'Académie, que l'étude systématique du folklore musical bulgare est instituée à l'Académie en 1937.
Stoyan Brashovanov est également rédacteur en chef de son périodique Rodna pesen (« Родна песен ») entre 1931 et 1944. Il contribue à de nombreuses revues et dictionnaires hors de Bulgarie. Avec Ivan Kamburov, il est le premier musicologue bulgare à travailler hors du champ de la musique folklorique.
En 1947, un département des sciences musicales dont le premier chef est le professeur Stoyan Brashovanov est créé.
Sa fille, Lada Brashovanova, née en 1929 est également musicologue, auteure notamment de livres sur Haendel, Mozart et Berlioz, ainsi que de contributions à des encyclopédies.
Stoyan Brashovanov meurt le 16 octobre 1956 à Sofia.

## Écrits
- « La musique bulgare contemporaine », dans Revue internationale des études balkaniques, iv (1936), p. 595–600
- Istoria na muzikata, Sofia, 1946[5]